# Hervé Granger-Veyron
Hervé Granger-Veyron (Talence, 11 gennaio 1958) è un ex schermidore francese, vincitore di una medaglia d'argento ed una di bronzo nella scherma ai giochi olimpici.